# One Step Closer (grup musical)
One Step Closer és un grup de hardcore melòdic estatunidenc de Wilkes-Barre. L'àlbum d'estudi de debut de la banda, This Place You Know, es va publicar el 2021 i va rebre crítiques favorables. La revista digital BrooklynVegan ha considerat el grup «una de les noves bandes més emocionants del hardcore».
La crítica ha categoritzat la música de One Step Closer com a hardcore melòdic, i ha estat descrita com «una fusió de l'emocore amb la passió de la youth crew i l'aproximació melòdica hardcore de finals dels anys 1990». El grup sovint fa ús d'elements d'indie rock, post-hardcore i shoegaze. Els membres del grup han citat influències com Turning Point, Inside Out, Title Fight, Blink-182, Green Day, Have Heart, Bane i Mineral.

## Discografia
Àlbums d'estudi
- This Place You Know (2021, Run For Cover)
- All You Embrace (2024, Run For Cover)

### EP
- O.S.C. Demo (2016, Silverwood Records)
- One Step Closer (2017)
- Promo (2017)
- From Me to You (2019, Triple-B Records)
- Promo 2020 (2020, Triple-B Records)
- Songs for the Willow (2023, Run For Cover Records)